# Лісові пожежі в Росії (2021)
Лісові пожежі в Росії у 2021 році тривають З червня, головним чином, у тайгових лісах у Сибіру та на Далекому Сході в Росії. Ці території постраждали від небувалих лісових пожеж в результаті рекордної спеки та посухи.

## Події

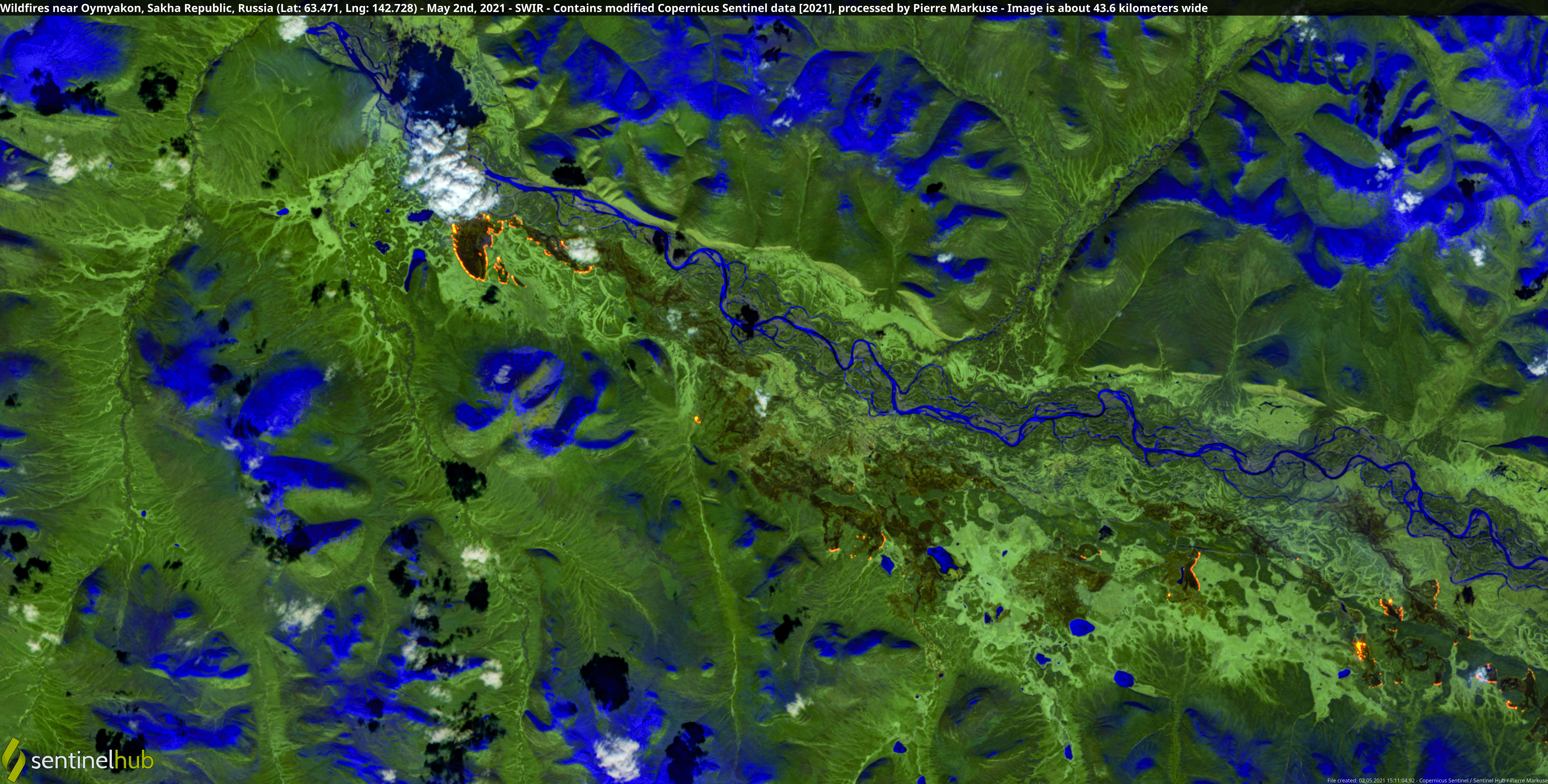
Лісові пожежі поблизу Оймякона (Республіка Саха в Росії) — 2 травня 2021 року

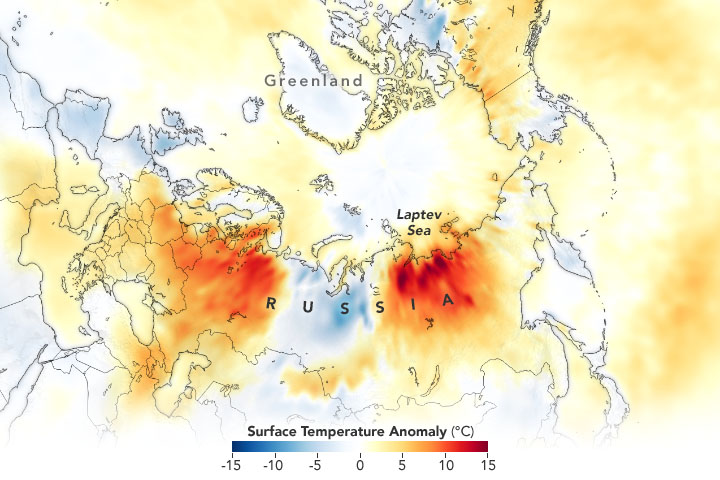
Аномальні температури повітря (°C) 18-25 червня 2021 року у порівнянні із середніми температурами того ж періоду 2003—2013 років

З початку року по 29 липня 2021 року пожежі вирували на площі 11,5 млн. гектарів. 70% цієї площі припадає на Тюменську, Омську, Новосибірську області та Якутію.

### Республіка Саха (Якутія)
За даними Міністерства надзвичайних ситуацій Республіки Саха, в Якутії 5 липня 2021 року горіло понад 250 пожеж на площі 5720 квадратних кілометрах землі. Супутник НАСА «Аква» також зняв знімки великих пожеж, що вирують на Камчатці. 29 липня в Якутії пожежа охопила 3 млн гектари лісу, задимлення спостерігалося в 100 населених пунктах. У місті Якутськ токсичний дим, що утворюється під час пожеж, охопив місто, знижуючи якість повітря до рівня, які характеризується як «аеропокаліпсис». Аеропорт Якутська скасував рейси. Пожежі та дим змусили закрити Колимську трасу Р504. Було оголошено надзвичайний стан, а військові літаки та гелікоптери використовувалися для гасіння пожеж та створення хмар, щоб збільшити кількість опадів.
Судноплавство вздовж річки Лени було призупинено. 17 липня Росспоживнагляд зафіксував у Якутську забруднення повітря, що перевищує норму по концентрації зважених часток РМ2.5 в дев'ять разів.
Служба повітряної охорони лісів Росії заявила в липні, що більше половини пожеж не було затушено. Лісові пожежі охопили також лісу в Амурській області.
7 серпня в Якутії згоріло село Бясь-Кюйоль Гірського улусу. Через сильний вітер верхові пожежі загрожують ще 12 населеним пунктам. З 8 серпня 2021 року в Якутії введений режим надзвичайної ситуації через наближення лісових пожеж до населених пунктів та економічних об'єктів. На території національного парку «Ленські стовпи» періодично спалахують пожежі.
11 серпня було повідомлено про першу жертву лісових пожеж.
Площа лісових пожеж в Якутії може перевищити 6 млн гектар.

### Карелія
19 липня 2021 року в Карелії було частково перекрито рух на федеральній трасі Р-21 «Кола». Повністю евакуйовано селище Найстен'ярві. Вогонь впритул підійшов до селища Суойокі. Пожежі були несподіваними, було оголошено надзвичайний стан.

### Челябінська область
9 липня в Челябінській області через лісові пожежі були евакуйовані жителі двох населених пунктів - селищ Запасне і Джабик Карталинского району.

### Інші регіони
Великі лісові пожежі були зафіксовані також у Вологодській, Оренбурзькій та інших областях. У Липецькій області і в Мордовії горів заповідник.
9 серпня в чотрирьох районах Башкортостану продовжували горіти ліси на загальній площі 1,9 тис. гектар. Республіканська влада запевняє, що сил і засобів для боротьби з вогнем достатньо. Однак волонтери, які допомагають гасити загоряння, наполягають на тому, що для ефективного протистояння вогню потрібно ще більше людей, техніки і обладнання.

## Причини
Причинами пожеж також називають труднощі з моніторингом зміни структури висотної струменевої течії та зміни клімату в Росії. Пожежі були однією з кількох екстремальних погодних явищ, що сталися у всьому світі у 2021 році.
Глава республіки Айсен Ніколаєв сказав, що пожежі були переважно наслідком зміни клімату, а також через малу кількість опадів.

## Довгострокові ефекти
Велика кількість вуглецю може вивільнятися з раніше замерзлої землі під пожежами особливо з торфовищ які продовжували горіти з минулого року.